# كريستين هاردمان
كريستين هاردمان (بالإنجليزية: Christine Hardman)‏ هي قسيسة بريطانية، ولدت في 27 أغسطس 1951 في المملكة المتحدة.